# Сілхет (регіон)
Сілхе́т (бенг. সিলেট বিভাগ, англ. Sylhet Division) — один з 6 регіонів Бангладеш, розташований на північному сході країни. Утворився останнім 1998 року шляхом відокремлення від регіону Читтагонг. Столиця регіону — місто Сілхет.

## Адміністративний поділ
До складу регіону входять 4 зіли:
| Зіла        | Площа, км² | Населення, осіб (1991) | Населення, осіб (2008) | Населення, осіб (2011) |
| ----------- | ---------- | ---------------------- | ---------------------- | ---------------------- |
| Маулвібазар | 2799,39    | 1376566                | 1606354                | 1919062                |
| Сілхет      | 3490,40    | 2153301                | 2755282                | 3434188                |
| Сунамгандж  | 3669,58    | 1708563                | 2013542                | 2467968                |
| Хабігандж   | 2636,58    | 1526609                | 1749963                | 2089001                |